# Ent

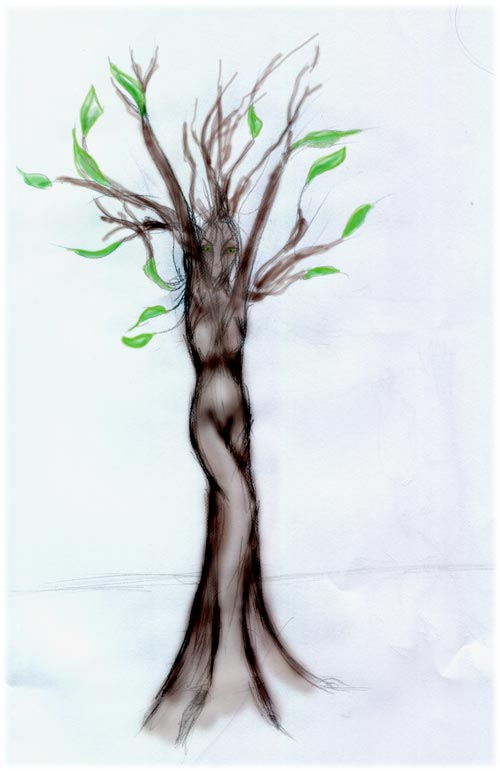
Esquema d'una mullerent (o ent femella)

Els ents són una raça de ficció que es pot trobar a la Terra Mitjana, el món fantàstic de J.R.R. Tolkien, basats en els arbres parlants que podem trobar en el folklore i en la mitologia de moltes cultures. Tanmateix, en aquesta adaptació de Tolkien s'hi poden trobar diferències importants, especialment pel fet que l'autor els presenta com a criatures antropomorfes.
Tal com succeeix amb el mot hòbbit, ent és una paraula que en l'actualitat es relaciona únicament amb el món de Tolkien, deixant de banda el context històric que hagi tingut aquest mot.

## Etimologia
El mot ent té les seves arrels a l'anglosaxó, on vol dir «gegant». Tolkien recull aquest mot de fragments de poesies anglosaxones que descrivien les antigues ruïnes romanes:
- orþanc enta geweorc, o «treball d'astuts gegants»
- eald enta geweorc, o «antic treball de gegants»

En aquest sentit de la paraula, es pot dir que els ents eren les criatures més ubiqües de la fantasia i el folklore, només per sota dels dracs. Si n'agafem el context històric, per ent ens podem referir a qualsevol nombre de criatures grans amb una forma toscament humanoide, que inclou: 
- els gegants
- els trols
- els orcs
- en Grendel del poema Beowulf

En aquest sentit de la paraula, els ents són un dels elements bàsics de la literatura fantàstica i del folklore o mitologia, juntament amb els mags, els cavallers, les princeses i els dracs. Juntament amb Ettin i el mot Jotun provinent del nòrdic antic, ent prové del germànic comú etunaz.

## Context a les obres de Tolkien
Els ents són una raça molt antiga que apareix a la Terra Mitjana al mateix temps que ho fan els elfs. Els crea n'Eru Il·lúvatar davant els precs de na Yavanna en un intent per protegir la vida vegetal després de saber que les criatures creades per n'Aulë, els nans, utilitzarien la fusta per als seus menesters. Així doncs, els ents es creen amb la idea que siguin pastors d'arbres, per protegir els boscos de nans i d'altres perills (posteriorment orcs i altres criatures malignes). Malgrat que els ents eren éssers sensibles al temps del seu despertar, no sabien com parlar fins que els elfs els en van ensenyar. Segons en Barbarbrat, «tot ho van començar els elfs [...], despertant els arbres i ensenyant-los a parlar», i això era un gran regal que no podia ser oblidat («Sempre volien parlar amb tot, […] els elfs antics»).
Els ents són criatures amb forma d'arbre, que varen adoptar la forma dels arbres que cuidaven. La seva aparença pot variar tant en mida i color com en el nombre de peus i de dits de cadascun. Un ent és similar a una espècie d'arbre que protegeix. Per exemple, en Bregalad (també anomenat en Moixera-que-guilla) s'encarregava de les moixeres i, per tant, s'hi assemblava molt: era alt i esvelt. A la Tercera Edat de la Terra Mitjana, el bosc de Fàngorn és l'únic lloc (aparentment) on encara habiten els ents, encara que els huorns sembla que sobreviuen a qualsevol lloc, com al Bosc Vell.
En Fàngorn (o Barbarbrat) s'enorgulleix davant d'en Merry i en Pippin de la força dels ents. Els comenta que són molt més forts que els trols, que en Mórgoth (als antics dies de la Primera Edat) va crear suposadament com a imitació dels ents, malgrat que no va aconseguir imitar llur poder. Compara aquest cas amb el dels orcs que en Mórgoth va crear a imitació (o com a burla) dels elfs. Els ents són alts i molt forts, capaços d'esqueixar la pedra i la roca. Tolkien els descriu projectant a l'aire grans lloses com si fossin fulles, desfent els murs d'Ísengard «com si fos un crostó de pa».
Els ents, en la llengua dels elfs, són anomenats Onodrim, en singular Onod.

## Llenguatge
Els ents no són criatures arrauxades, no els agraden les presses, tot s'ho prenen amb calma i necessiten molt de temps per pensar i actuar. Fins i tot el seu llenguatge és poc «d'anar amb presses», ja que qualsevol cosa que sigui mereixedora de ser dita cal que tingui el seu temps, tal com declaren en la seva saviesa antiga, i això ho utilitzen per arribar a decisions consensuades. De fet, el seu llenguatge sembla que es basi en una antiga forma d'eldarin comú, complementat pel quenya i el síndarin, i que inclouria variacions úniques. N'existeixen dos llenguatges diferents: 

### Antic entesc
En els seus orígens els ents tenien un llenguatge propi, descrit com a llarg i sonor. Es tractava d'un llenguatge tonal com ho pot ser el xinès. No se sap si cap criatura que no fos un ent podria haver pronunciat correctament l'antic entesc correctament, a causa de la seva gran quantitat de vocals plenes de matisos subtils i perquè, a més, era un llenguatge molt extens. Només el parlen els ents, no pas perquè l'hagin guardat com un secret, com és el cas del khuzdul dels nans, sinó perquè cap altre ésser el pot dominar, com si fos un llenguatge d'un altre món per a la resta. Els huorns i els arbres de Fàngorn podien entendre'l i utilitzar-lo per parlar amb els ents. L'únic exemple existent és aquest:

| a-lalla-lalla-rumba-kamanda-lindor-burúmë (en el sentit de turó, o potser només la part d'un turó concret) |

Aquest exemple es va descriure com a mostra força inexacta. Fins i tot els elfs, experts en lingüística, no eren capaços d'entendre l'antic entesc, ni el varen intentar enregistrar a causa de la seva complexa estructura sonora. La seva estructura gramatical era totalment estranya, moltes vegades descrita com una lenta i llarga discussió sobre un tema. Probablement no tenien cap mot per referir-se directament al sí o al no, ja que les preguntes eren respostes amb un llarg monòleg sobre el perquè s'estava d'acord o en desacord amb la pregunta. En Bregalad (en Moixera-que-guilla) era considerat un ent «amb presses», ja que tenia el «mal costum» de contestar a una pregunta abans que s'acabés de formular (el final podria haver durat «només» una hora més). Com a regla general, els ents mai dirien res en entesc antic fora el cas que valgués la pena destinar tant de temps a fer-ho. Per al llenguatge diari solen utilitzar l'entesc «modern».

### Entesc «modern»
Aquest terme mai s'ha emprat als textos de Tolkien. Per entesc modern ens referim a l'adaptació del quenya per part dels ents com a sistema de comunicació diari. Arran del contacte que tenien amb els elfs, els ents varen aprendre moltes coses d'ells i trobaren que la seva llengua (el quenya) era encantadora. Així doncs, les paraules individuals de l'entesc modern, que utilitzaven personatges com en Barbarbrat, eren senzillament traduïdes (a diferència de l'entesc antic). Però, dins un context determinat, construïen frases allargassades d'adjectius redundants que es podien estar pronunciant durant una hora. A diferència de l'antic entesc, el modern el podria parlar algú que no fos ent. Fins i tot quan parlaven en llenguatge comú, els ents es veien atrapats en l'hàbit d'adaptar-lo dins la seva estructura gramatical per poder expressar les subtils ombres del seu significat.

## Història

### Primera Edat
Es desconeix la majoria de detalls del principi de la història dels ents. Aparentment, a la primeria protegien les grandioses zones boscoses de la Terra Mitjana, on vivien, i apareixen fugaçment en finalitzar la Primera Edat en un atac a un grup de nans (possiblement convocats per en Beren i na Lúthien). En Barbarbrat parla d'un temps on tot Èriador era un gran bosc i una part del seu domini, però aquells immensos boscos van ser tallats per la gent de Númenor de la Segona Edat, o destruïts en la calamitosa guerra entre els elfs i en Sàuron al segle xvii de la Segona Edat. Aquesta història la recolza n'Élrond durant les seves explicacions al Consell de n'Élrond. N'Élrond diu que:

| En un temps en què un esquirol podia portar un fruit d'arbre en arbre des de Rivendell fins a la Mar [...] (N'Élrond a «El Consell de n'Élrond», dins La Germandat de l'Anell) |

Amb aquestes paraules n'Élrond indica que, temps enllà, tot Èriador va ser una vegada un sol bosc primaveral immens, del qual el bosc de Fàngorn només n'era «la part oriental» (segons en Barbarbrat).

### Les mullerents, o ents femelles
En un temps també hi va haver mullerents, però es van allunyar dels ents, ja que a elles els agradava de plantar i controlar les coses, de manera que es van desplaçar cap a la regió que més endavant es coneixeria com les Terres Brunes a través de l'Ànduin, el Gran Riu. Aquest territori va ser destruït per en Sàuron i les mullerents varen desaparèixer. Els ents les han cercat des de llavors, però mai més n'han tingut notícies. Els ents canten que un dia es tornaran a trobar. A La Germandat de l'Anell, en Samseny Gamgí comenta que el seu cosí Hal assegurava haver vist un gegant amb forma d'arbre al nord de la Comarca. De totes maneres, podria haver estat una simple referència sobre la mida de la criatura. En el moment d'escriure-ho Tolkien encara no havia desenvolupat el concepte dels ents, i més endavant tampoc no ho va fer.
Durant l'episodi de Fàngorn, en Pippin i en Merry li parlen a en Barbarbrat de la Comarca. Ell contesta que a les mullerents els hauria agradat aquella terra. Això, juntament amb el comentari sobre el que va veure el cosí d'en Sam, ha fet especular que les mullerents podrien estar vivint prop de la Comarca. De totes maneres, Tolkien va remarcar a les Cartes #144: «Penso que, certament, les mullerents han desaparegut per a bé, havent estat destruïdes juntament amb els seus jardins a la guerra de l'Última Aliança...»
Al final de la història, l'Àragorn és coronat rei i promet a en Barbarbrat que els ents podran prosperar novament i escampar-se per les noves terres tot just hagi desaparegut l'amenaça de Mórdor. De totes maneres, en Barbarbrat tristament lamenta que els boscos podran créixer altra vegada, però no pas els ents, i prediu que els últims exemplars de l'espècie es quedaran al bosc de Fàngorn fins que lentament vagin disminuint en nombre o es converteixin en simples arbres.

### Ents malignes
Encara que no es puguin considerar realment malignes, ens trobem una sèrie de criatures ents que no responen a l'arquetip amb què Tolkien ens presenta les criatures benignes. Un exemple el trobem amb els huorns, que es poden definir com a ents que gairebé s'han convertint en arbres malgrat que conserven part del seu moviment, els quals responen de forma violenta a qualsevol intromissió dins el seu territori. Un altre cas el podem trobar amb el Gran Salze, aquell arbre que es troben els hòbbits tot fugint de la Comarca i que intenta liquidar-los. Malgrat que a l'últim moment són salvats per un personatge prou controvertit com és en Tom Bombadil (anomenat Iarwain Ben-adar pels elfs), que li canta una cançó a l'arbre per convèncer-lo d'alliberar els mitgerols capurats.
De totes maneres, aquestes criatures no es poden enquadrar dins l'estricta definició de «maligne», ja que en Tolkien les ha mantingut en tot moment sota el control d'altres criatures, com són el mateix Tom Bombadil o en Fàngorn, que protegeixen els hòbbits de la seva fúria o els lidera en l'atac a Ísengard.

### La marxa dels ents
A Les Dues Torres, els ents (unes criatures molt pacients i raonadores) s'enfurismen amb en Sàruman, ja que els seus exèrcits estaven arrasant un gran nombre dels seus arbres. Per esmenar la situació convoquen l'Assemblent, una trobada d'ents de Fàngorn, al Clotobac.
Després d'una llarga deliberació de tres dies, malgrat que des del punt de vista dels ents és una acció molt ràpida, marxen cap a la fortalesa d'en Sàruman a Ísengard: l'última marxa dels ents. Liderats per en Barbarbrat, l'ent més vell (i amb la companyia dels hòbbits Meriadoc Brandiboc i Peregrín Tuc), destrueixen totalment Ísengard en un gran assalt i atrapen en Sàruman a l'interior de la torre d'Òrthanc.

| Si la Gran Mar s'hagués alçat colèrica i hagués caigut contra les muntanyes en plena galerna, la destrossa provocada no hauria estat més gran (Les Dues Torres, «El camí d'Ísengard») |

Tolkien indica posteriorment que la destrucció d'Ísengard per part dels ents es basava en la decepció que es va emportar amb Macbeth, quan «el bosc de Birnham va al castell de Dunsinane» i es troba amb una colla d'homes caminant per l'escenari amb fulles al barret. Va pensar que, quan ell fes l'escena, ho faria bé.

## Estàtua
Tim Tolkien, un nebot llunyà de J.R.R. Tolkien, té el projecte d'erigir una estàtua d'en Barbarbrat, prop de la seva antiga residència a Moseley, prop de Birmingham, al Regne Unit.

## Cultura popular
A la fantasia i als jocs de rol com poden ser Dungeons & Dragons, EverQuest, Magic: The Gathering i els jocs d'ordinador Warcraft, els ents similars als ideats per Tolkien es diuen treants or treefolk (gent arbrada), per motius de copyright (tal com els hòbbits s'anomenen halflings a Dungeons & Dragons i EverQuest). Aquestes criatures també han estat representades al joc RuneScape i al joc de rol per consola Final Fantasy Mystic Quest, així com al joc d'estratègia en temps real Myth: The Fallen Lords.
En totes les seves aparicions, aquestes criatures de forma d'arbre es troben molt properes a les ideades per Tolkien, encara que Dungeons & Dragons ha potènciat el concepte corrupte d'aquests arbres i monstres arbrats (com pot ser el cas del Gran Salze i els huorns de Fàngorn).
- Hi ha una criatura sagrada (o «Sant Celestial») similar als ents a Mahou Sentai Magiranger, una de les sèries de Super Sentai, anomenada Grounjiel.
- Un «mag verd» (Ozu Makito) rep els seus poders a través d'aquest Tenkuu Seijya (o Sant Celestial en Japonès).
- Al joc d'ordinador Sacrifice, els ents són arbres grans i lents que lluiten.

## Ents coneguts
- en Bregalad, conegut en la llengua comuna com en Moixera-que-guilla (a l'original anglès, Quickbeam)
- en Fàngorn, conegut en la llengua comuna com en Barbarbrat (a l'original anglès, Treebeard)
- la Fimbrèthil, coneguda en la llengua comuna com la Branquilloneta (a l'original anglès, Wandlimb)
- en Finglas, conegut en la llengua comuna com en Rullfull (a l'original anglès, Leaflock)
- en Flàdrif, conegut en la llengua comuna com en Pellcorfa (a l'original anglès, Skinbark)
- l'Osdefaig (a l'original anglès, Beechbone)